# Vasilij Grigor'evič Perov
Vasilij Grigor'evič Perov (Tobol'sk, 2 gennaio 1834 – Mosca, 10 giugno 1882) è stato un pittore russo ed uno dei fondatori del gruppo dei Peredvižniki, un gruppo di pittori realisti.
Dopo il completamento della scuola ad Arzamas, fu trasferito alla scuola d'arte Aleksandr Stupin, anch'essa ad Arzamas. Nel 1853 fu ammesso alla scuola di pittura, scultura ed architettura di Mosca, dove imparò da diversi artisti rinomati.
Nel 1856 fu premiato con la medaglia d'argento per il suo schizzo di una testa di bambino presentato all'accademia imperiale delle arti. In seguito l'accademia lo premiò molte altre volte: nel 1857 una medaglia d'oro per il Commissario inquirente della polizia rurale, un'altra medaglia d'oro per la Scena su una tomba e il Figlio di un dyak che lo promosse in prima fila, nel 1861 una medaglia d'oro per Predica in un villaggio.
Dopo aver ricevuto il diritto di fare una gita all'estero pagata dallo Stato insieme ad una medaglia d'oro, nel 1862 Perov andò nell'Europa occidentale, visitando diverse città tedesche e poi Parigi. Durante questo viaggio dipinse delle scene della vita di strada europea come ad esempio il Venditore di statuette, il Savoiardo, l'Affilatore di organi a Parigi, I musicisti e i passanti, il Raccoglitore di stracci parigino.
Tornato a Mosca, tra il 1865 ed il 1871 Perov creò i suoi capolavori La coda alla fontana, Un pasto nel monastero, L'ultimo viaggio, Trojka, il Lunedì di quaresima, Una governante arriva alla casa del mercante, l'Insegnante di disegno, Sulla ferrovia, L'ultima taverna alle porte della città, L'acchiappauccelli, Il pescatore, I cacciatori a riposo.
Nel 1866 ricevette il titolo di accademico e nel 1871 di professore alla scuola di arte, scultura ed architettura di Mosca. Fu più o meno in questo periodo che si unì ai Peredvižniki.
Perov morì il 10 giugno 1882 nel villaggio di Kuzminki (ora è un quartiere di Mosca) di tubercolosi. Il suo corpo fu sepolto nel cimitero del monastero di Donskoj.

## Alcune opere

Straccivendolo parigino, 1864. Mosca.
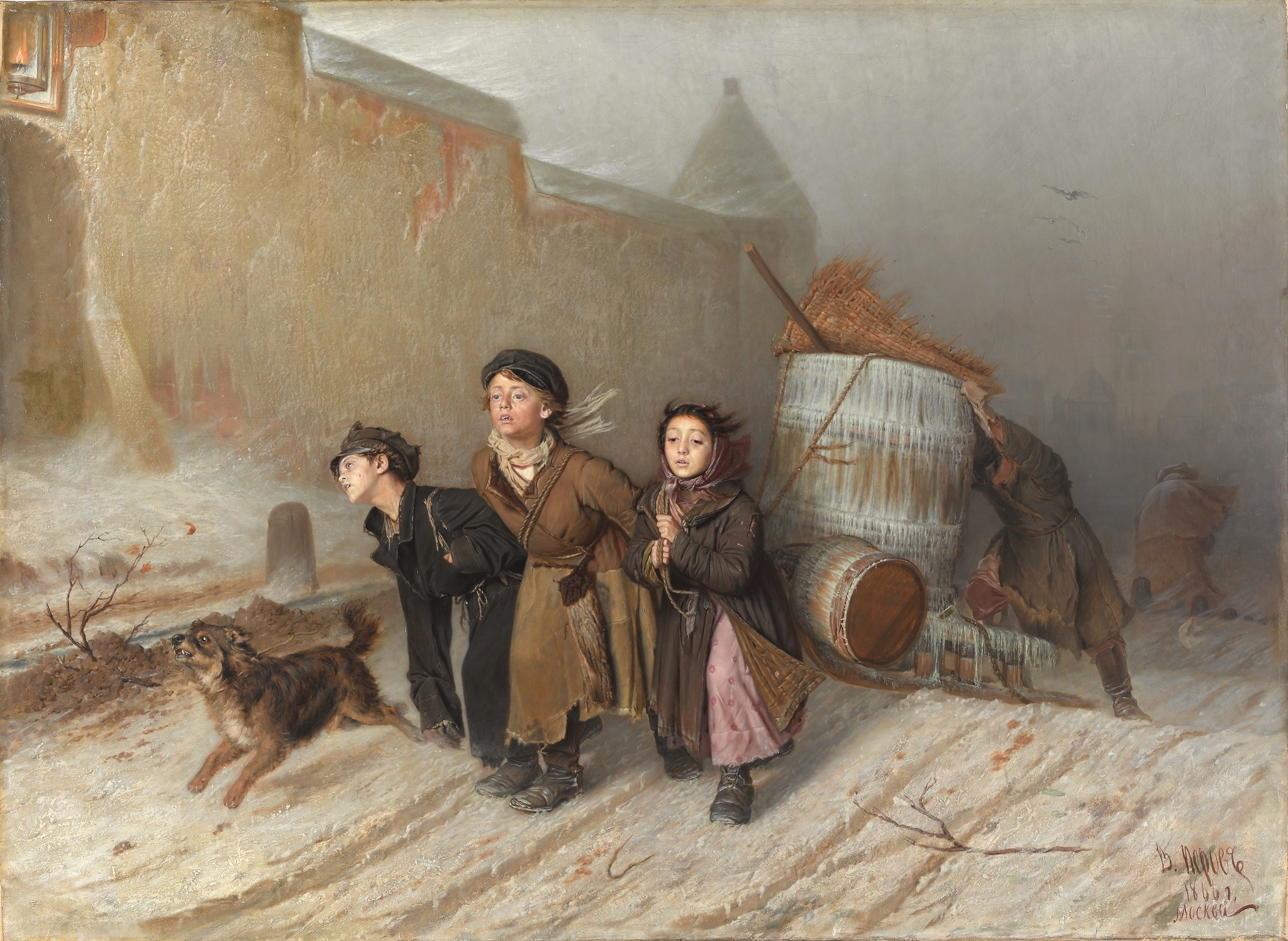
Troika, 1866. Mosca.
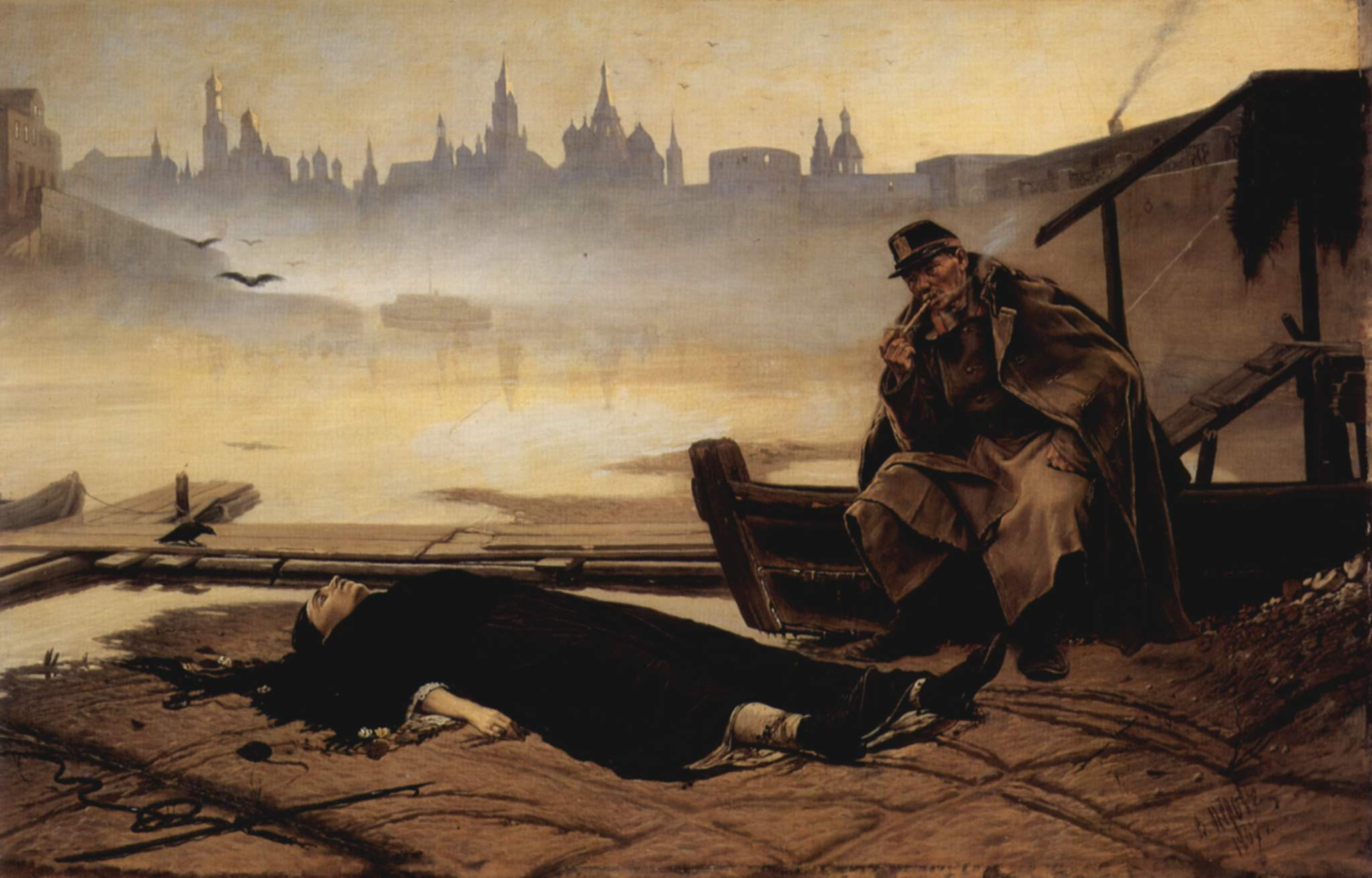
L'annegata, 1867. Mosca, Galleria Tret'jakov.
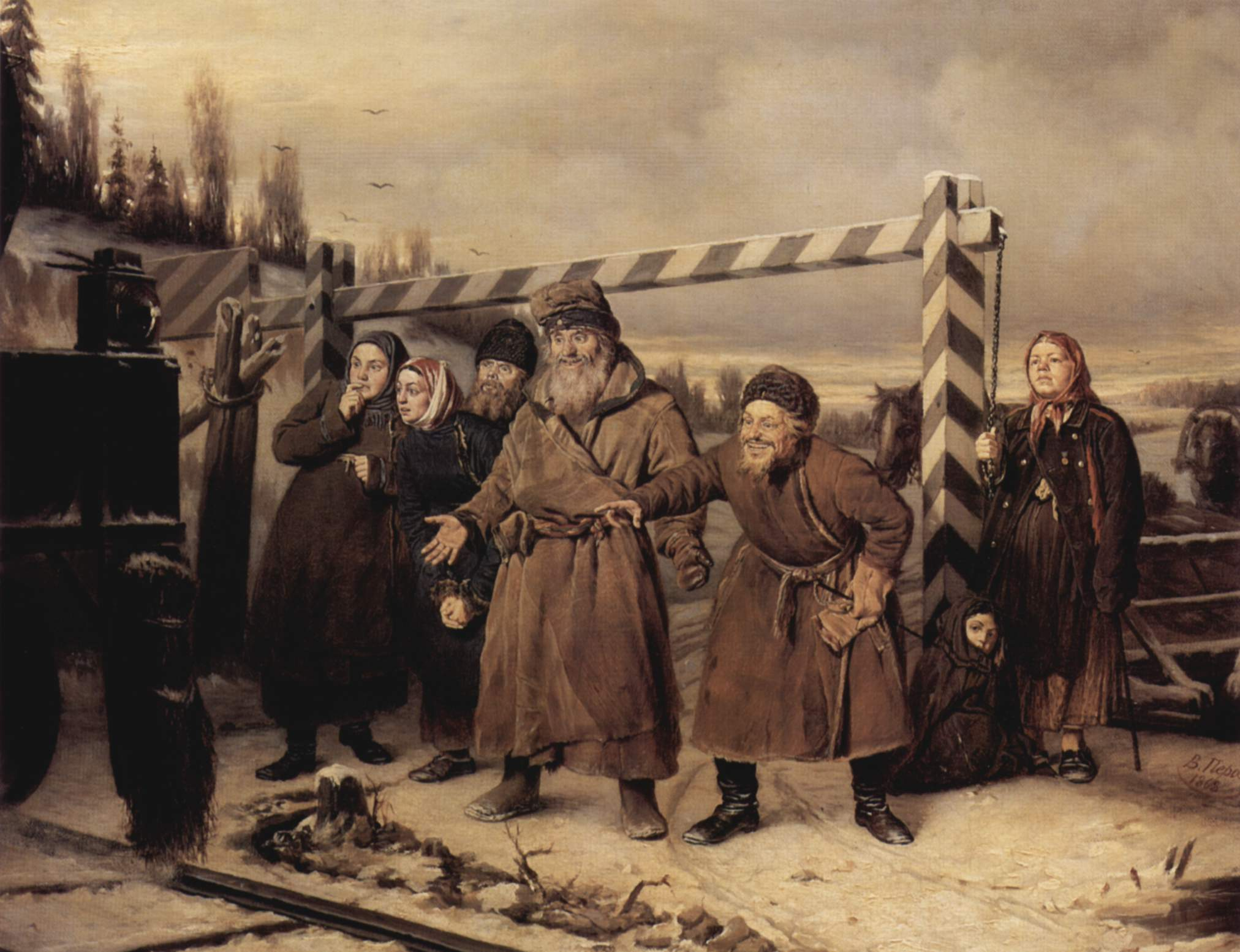
Sulla ferrovia, 1868.  Mosca, Galleria Tret'jakov.
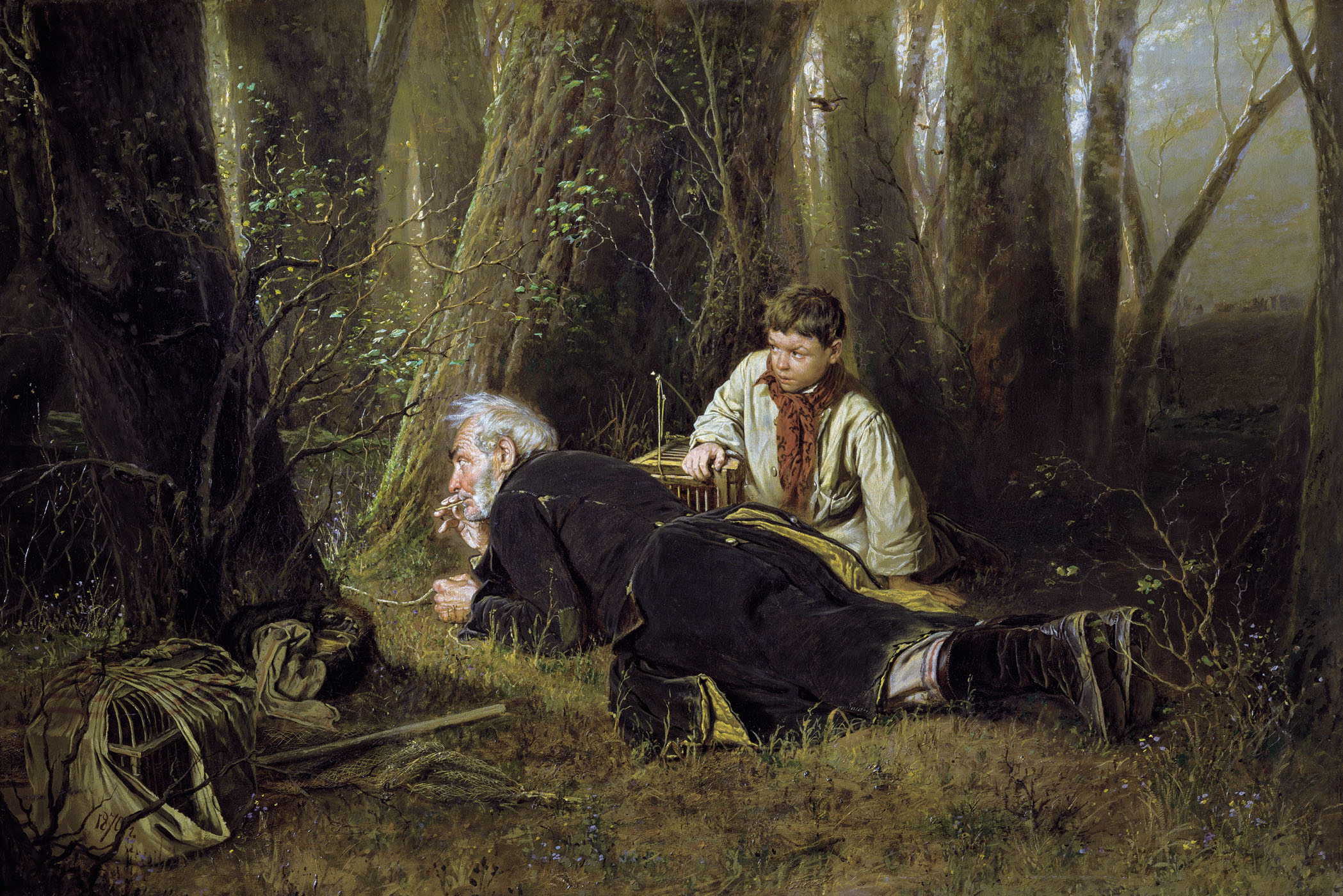
L'acchiappauccelli, 1870, Mosca.
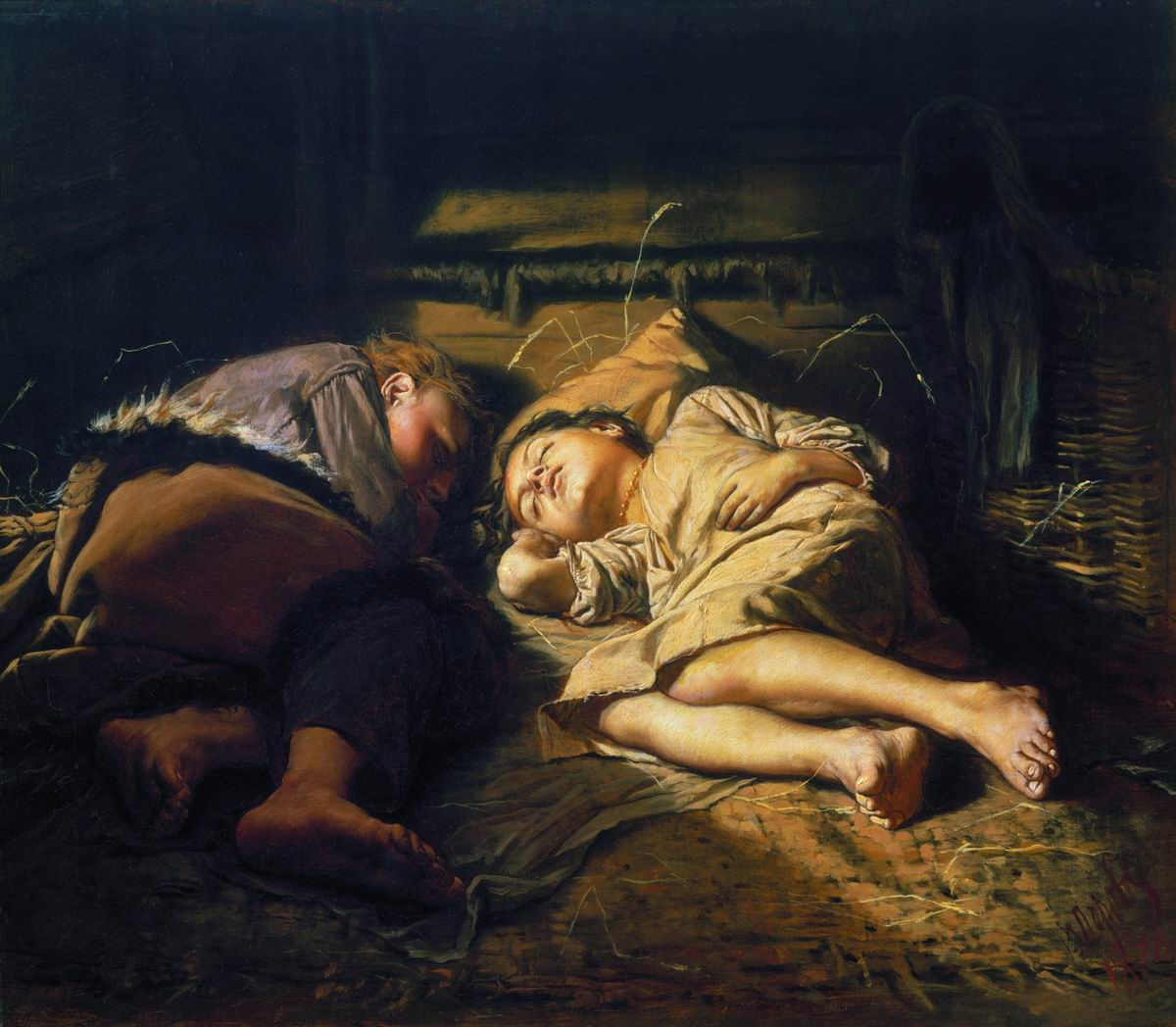
Bambini che dormono, 1870. Mosca.
I cacciatori a riposo, 1871. Mosca.
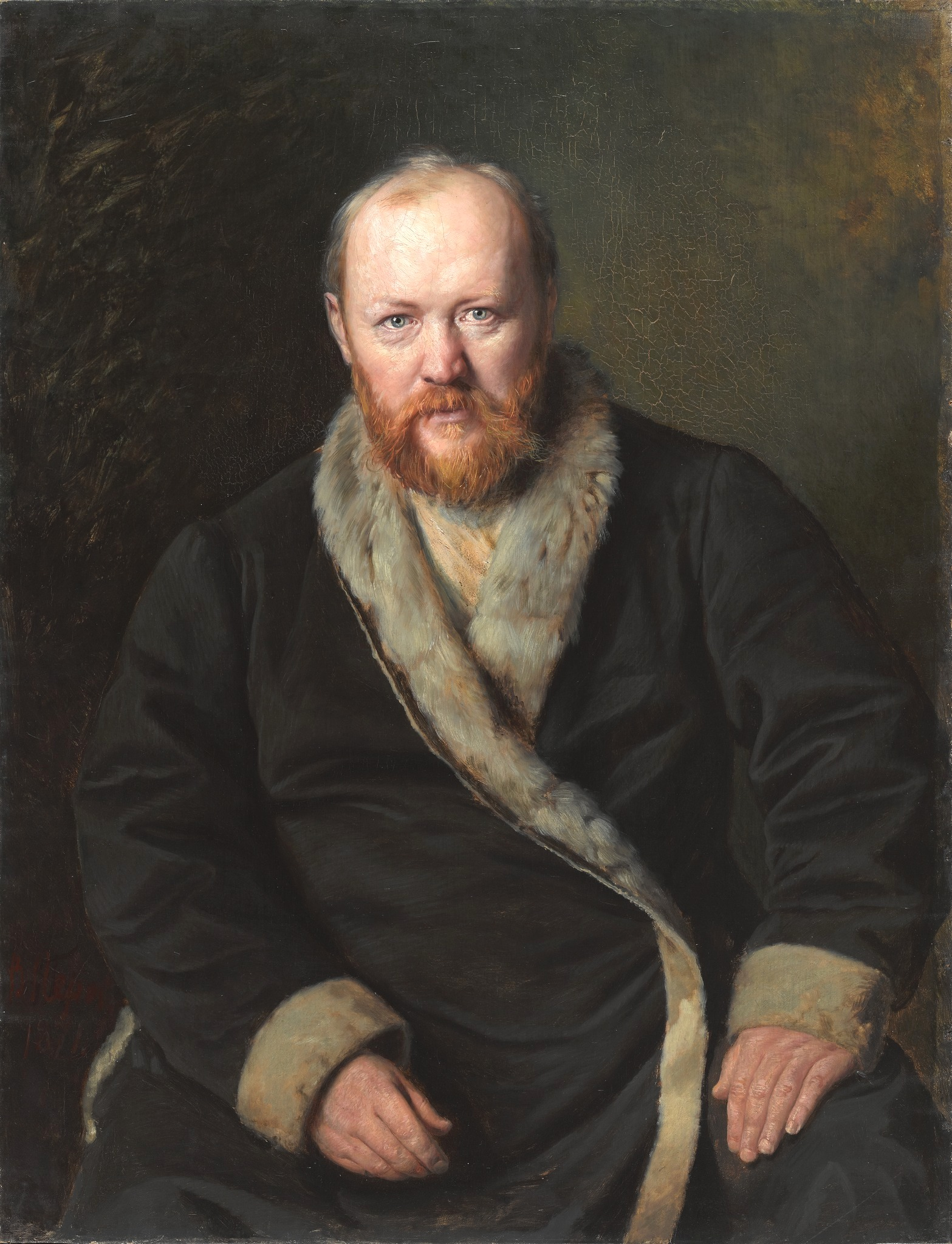
Alexandr Ostrovsky, 1871. Mosca, Galleria Tret'jakov.
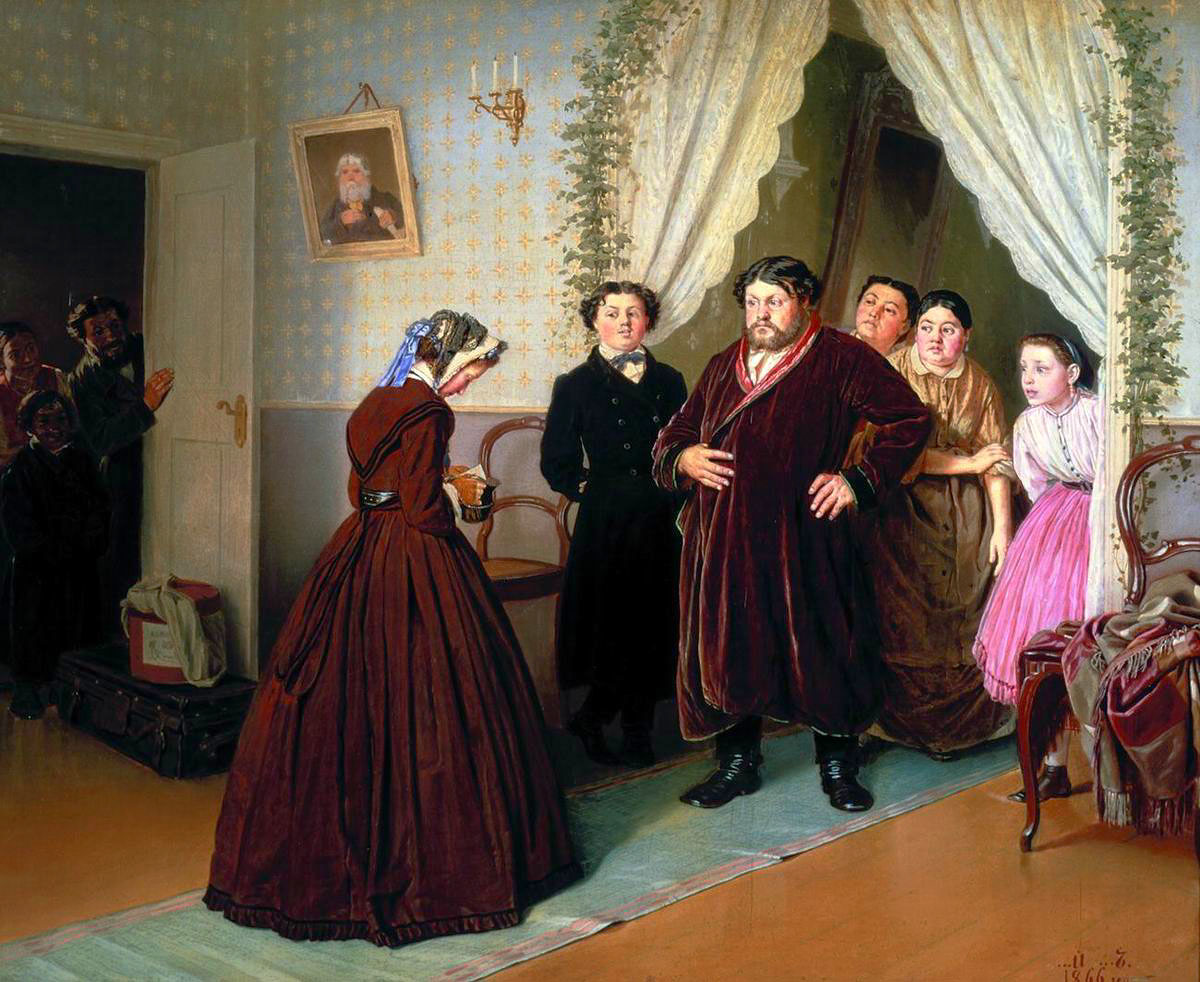
Una governante arriva alla casa del mercante. Mosca.
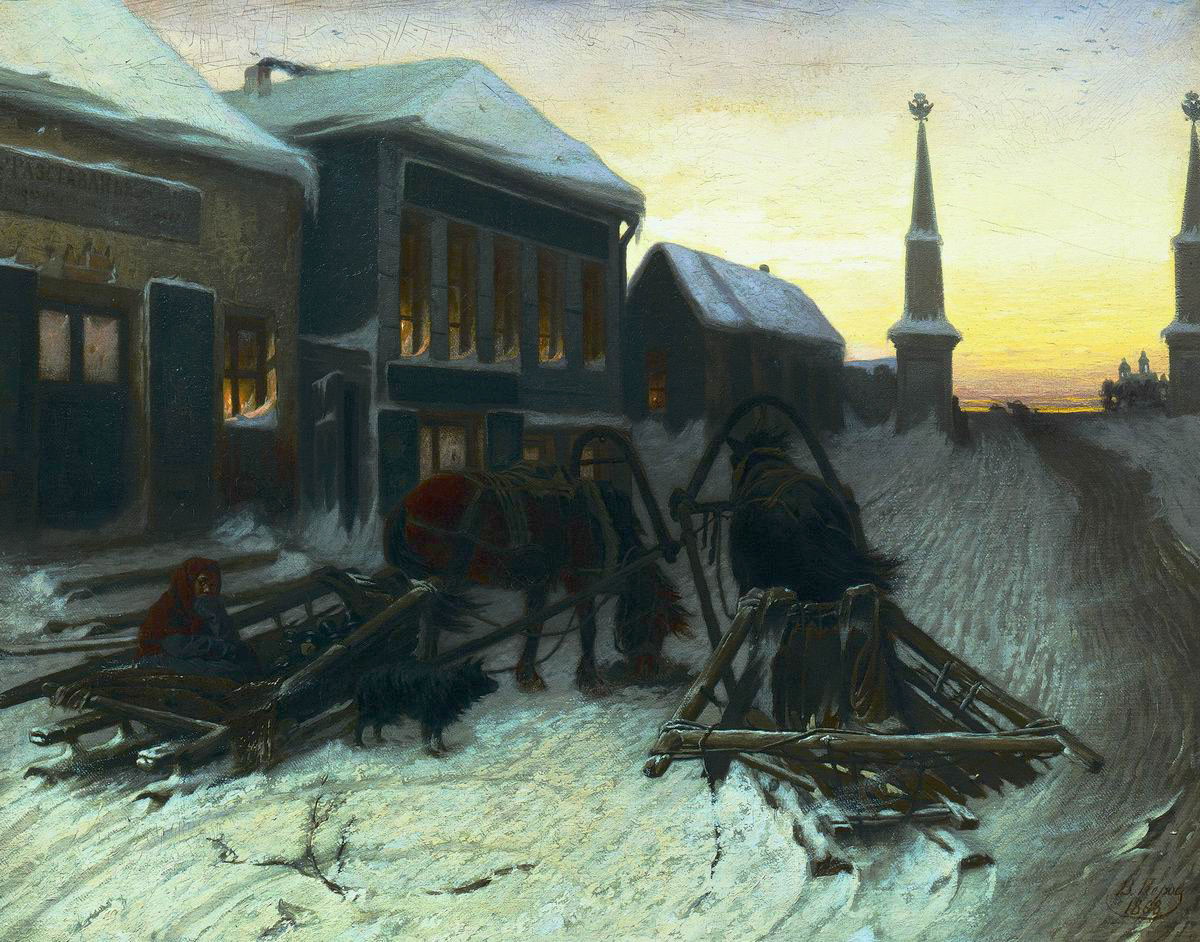
L'ultima taverna alle porte della città. Mosca.
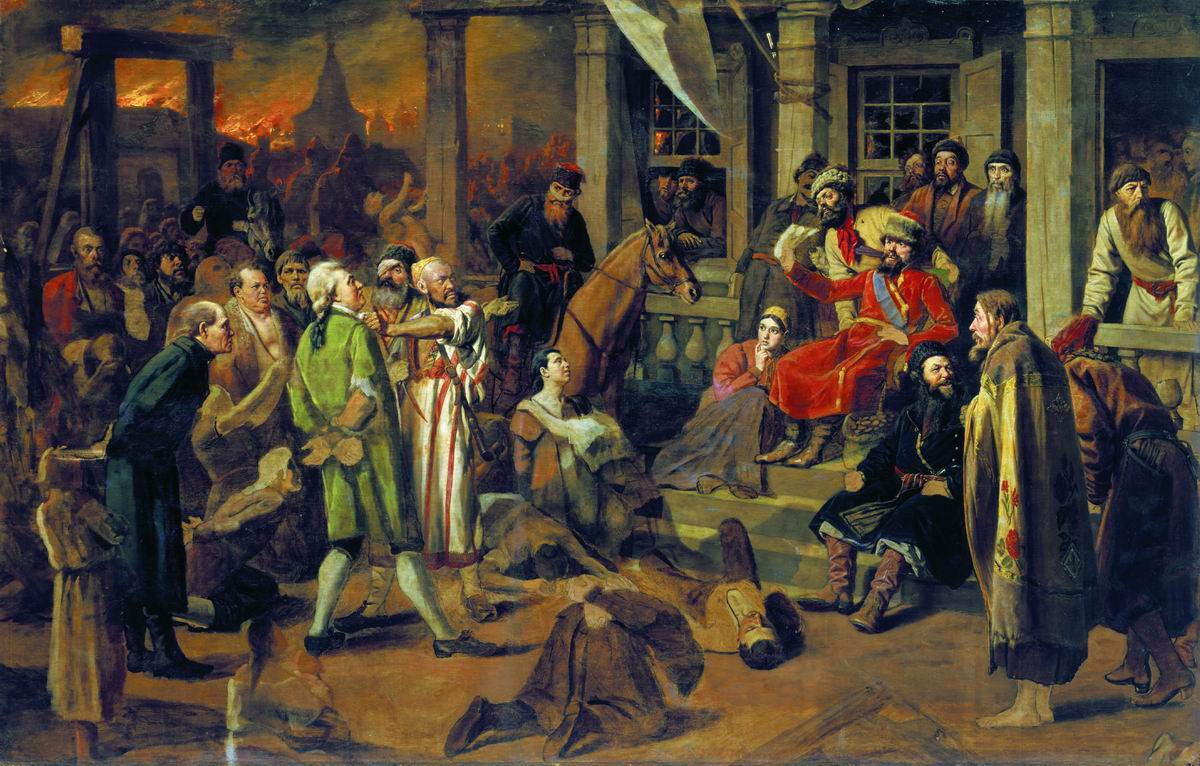
La decisione di Pugačëv, 1879. Mosca.
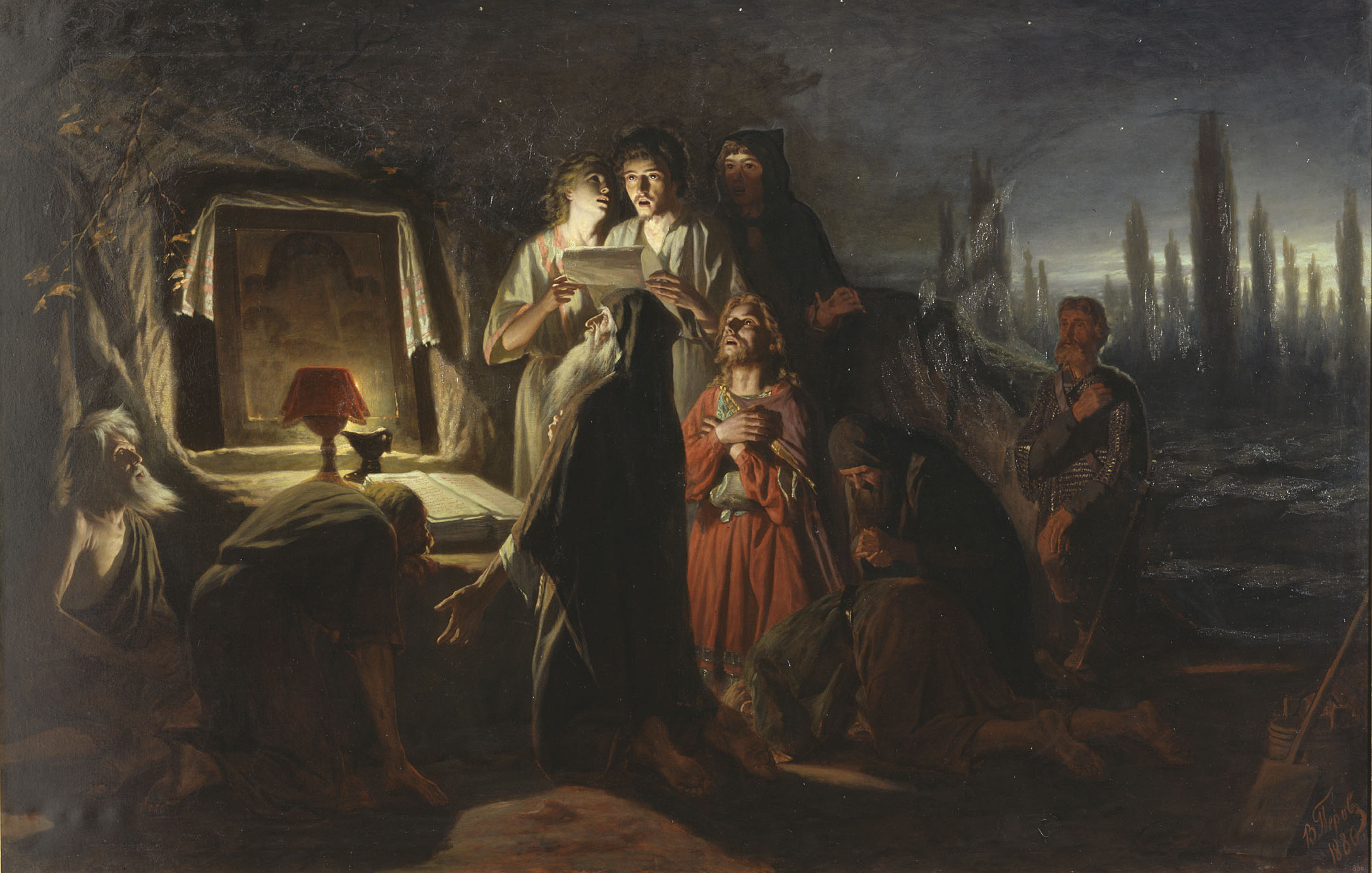
I primi cristiani di Kiev, 1880. Mosca.
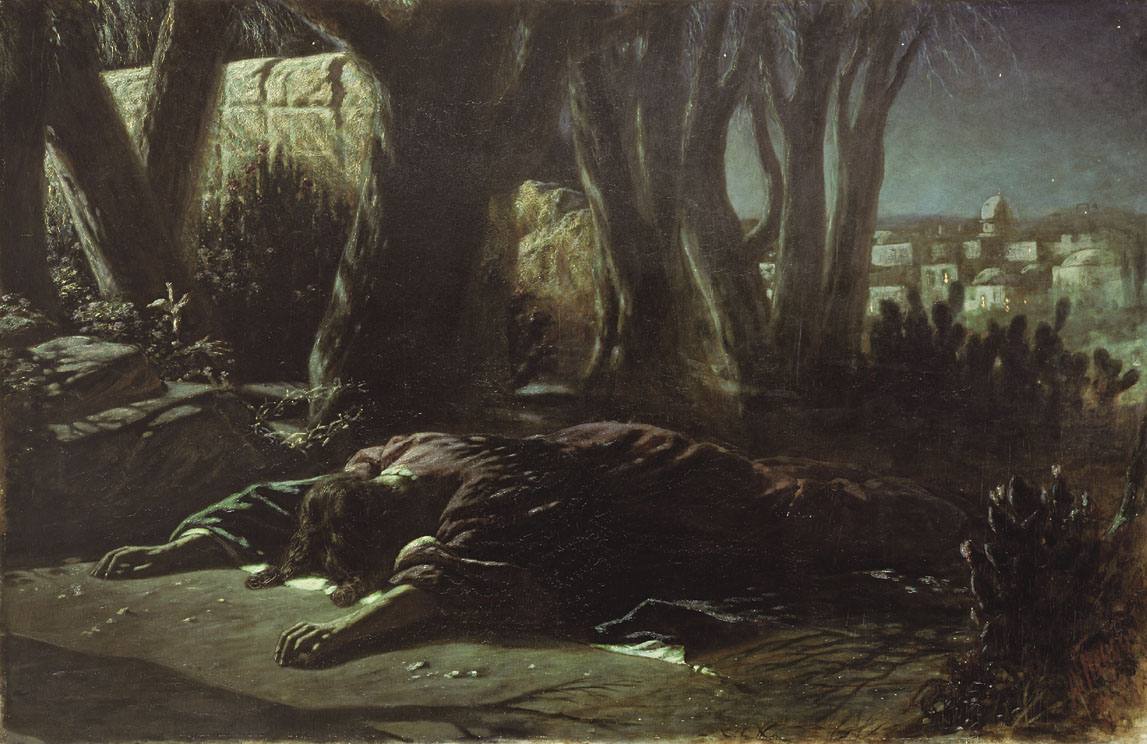
Cristo sul Monte degli Ulivi. Mosca.
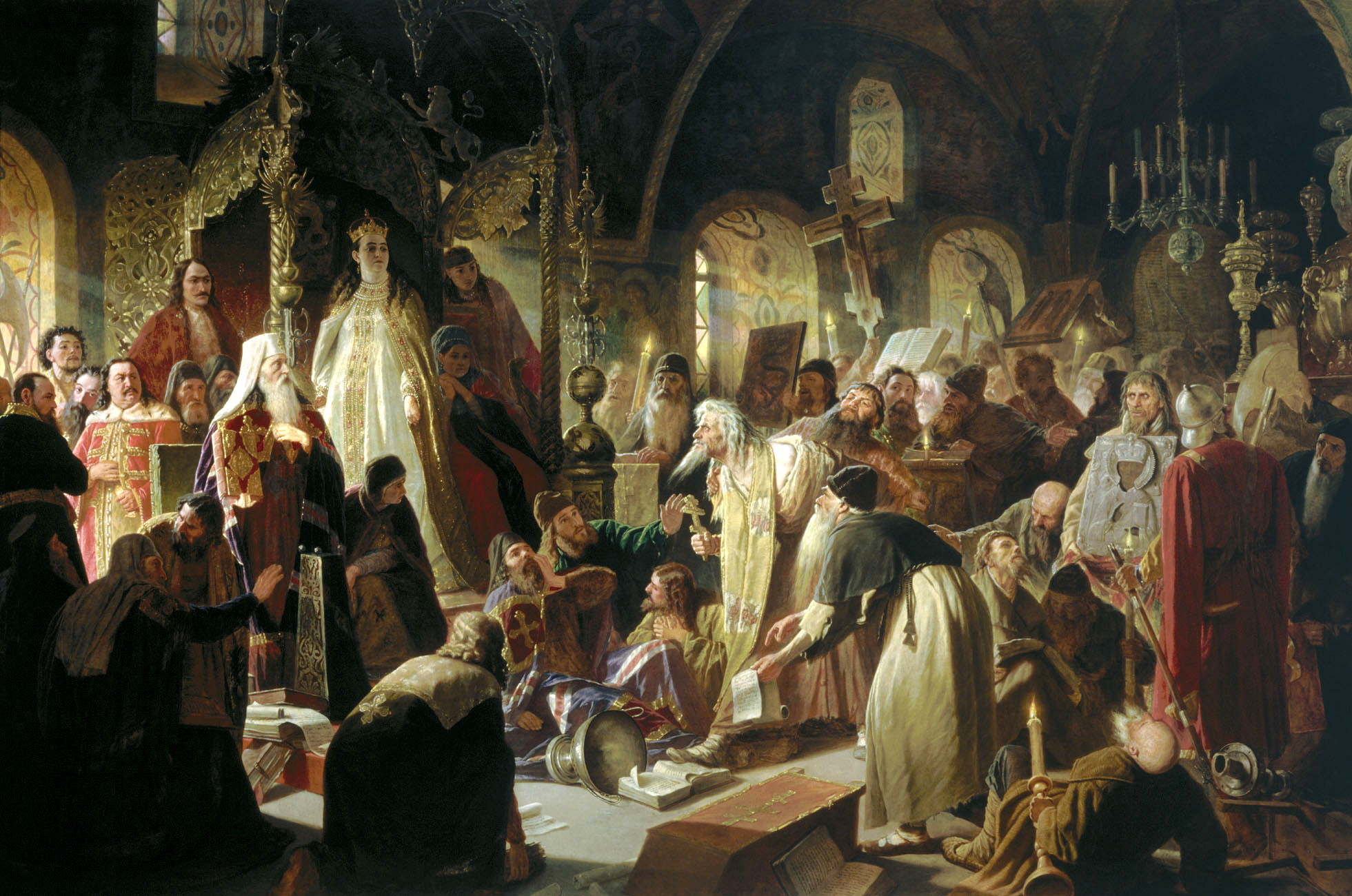
Nikita Pustosviat. Disputa sulla concessione della fede, 1881. Mosca.
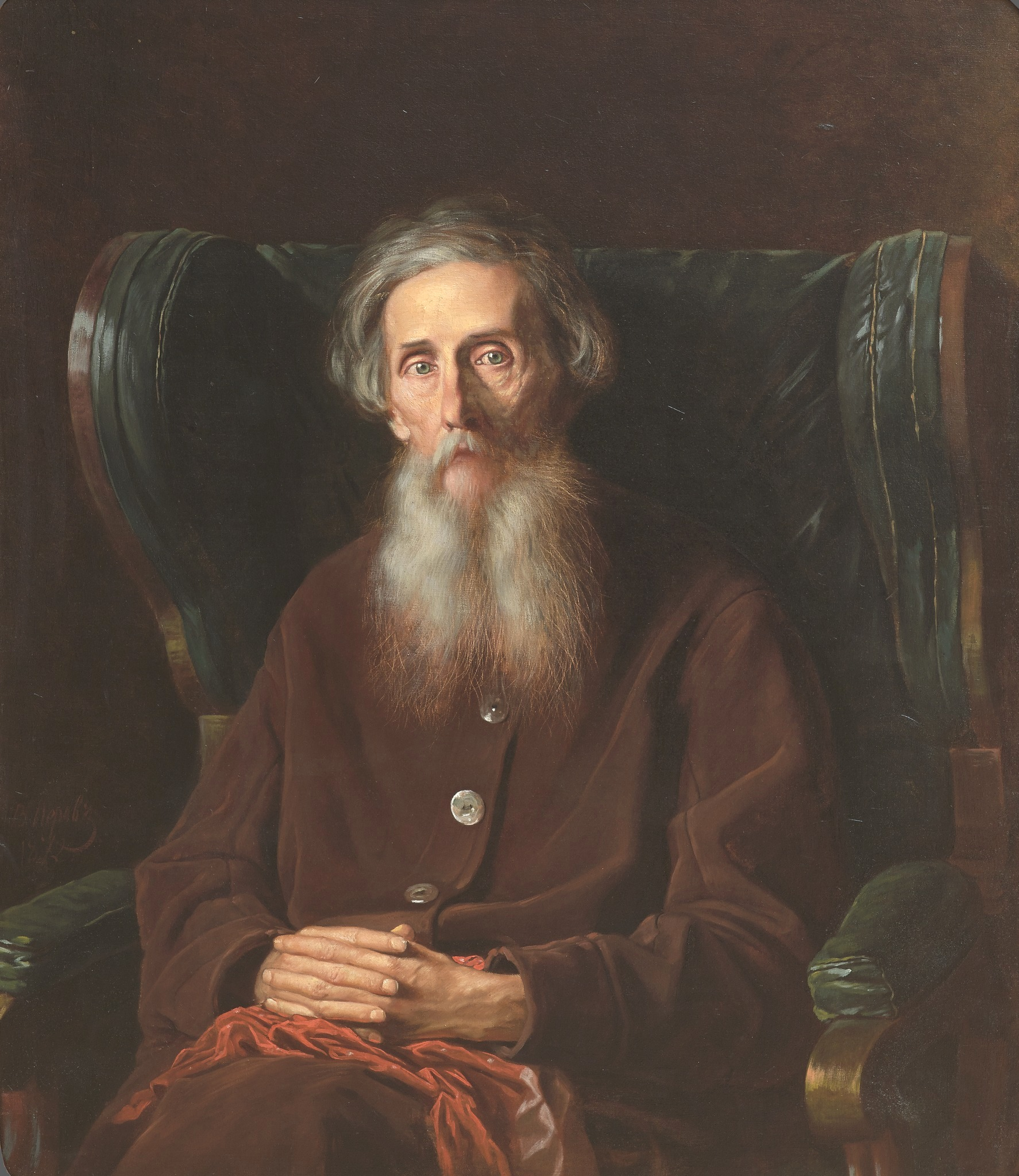
Vladimir Ivanovič Dal'
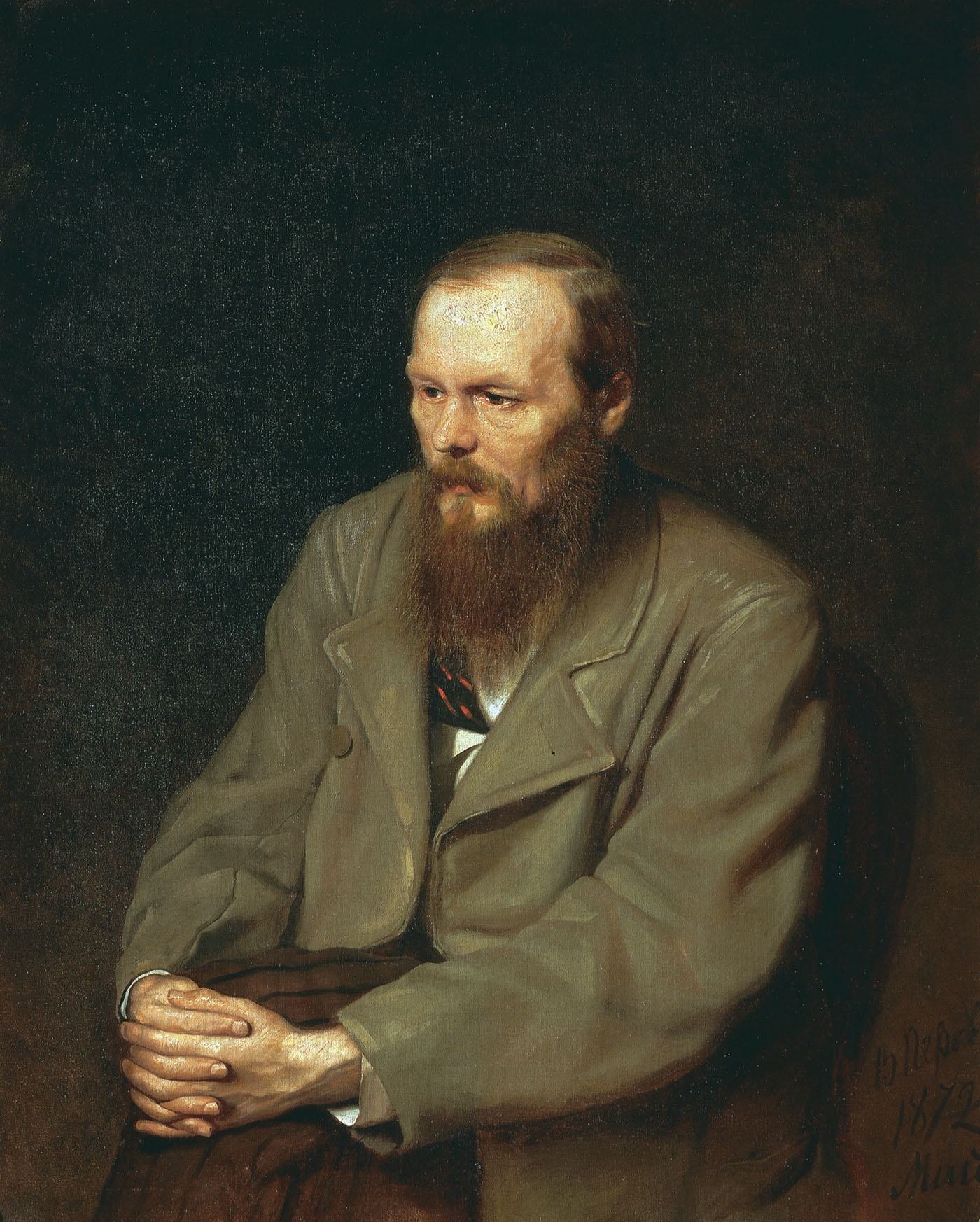
Ritratto di Fëdor Michajlovič Dostoevskij, 1872. Mosca, Galleria Tret'jakov.